# Мапхум
Мапхум (кор. 마품왕, 麻品王 або 馬品王, Mapum wang, Map'um wang) — корейський ван, третій правитель держави Кимгван Кая періоду Трьох держав.
Про його життя та правління майже нічого не відомо, окрім того що він був одружений з Хоки, онукою високопоставленого чиновника, вихідця з Індії, Чо Куана.